# Lödöse
Lödöse, også Gamle Lödöse, Gamlöse eller Gammelös, er en småbebyggelse og et tidligere industrisamfund i Lilla Edets kommune og kirkeby i St. Peders sogn. Byen ligger ca. 40 km nordøst for Göteborg ved Göta älven og gennemskæres af Lödöse-Lilla Edet jernbane. Norge/Vänern banen (tidligere Bergslagsbanan) og E45 passerer lige øst for byen.

## Historie
Lödöse er en af Sveriges ældste byer og mest betydende havne gennem historien. Den tidlige by omtales ofte som Göteborgs forgænger.
Lödöse var i 500 år den vigtigste svenske havneby på vestkysten. Allerede i midten af 1000-tallet begyndte stedet at få bymæssig form. Lödöse nævnes første gang i 1100-tallet af den danske historiker Saxo, og i Knýtlingesagaen nævnes den som en by med tre kirker, kastel, kongsgård og et møntværksted. I løbet af 1200-tallet blev kastellet ombygget til et borganlæg, Lödösehus, som administrativt centrum for Västergötland, Dalsland og Värmland. Lödösehus mistede sin betydning da Magnus Eriksson byggede Lindholmen ved Göta älv i 1333 og Elfsborg i 1360.
Mange fund fra middelalderen gjort i området findes i dag udstillet på Lödöse museum.